# Osobisty Konwój Jego Imperatorskiej Wysokości

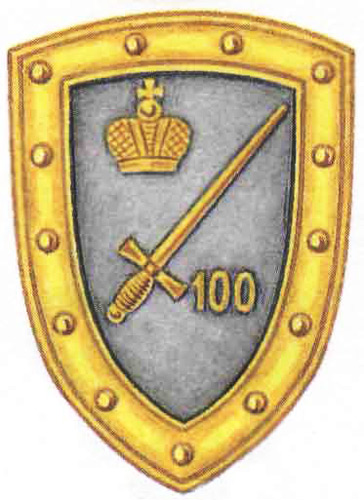
Emblemat straży przybocznej

Osobisty Konwój Jego Imperatorskiej Wysokości – oddział straży przybocznej cara rosyjskiego.
Kozacy należący do tego oddziału stali tradycyjnie na straży wzdłuż schodów i przy wejściu do reprezentacyjnej Sali Mikołajewskiej.